# Anton Cziczulin
Anton Cziczulin (ur. 27 października 1984 w Astanie) – kazachski piłkarz, grający w klubie Irtysz Pawłodar, do którego trafił na początku 2012 roku. Występuje na pozycji obrońcy. W reprezentacji Kazachstanu zadebiutował w 2004 roku. Dotychczas rozegrał w niej 24 mecze, w których zdobył jedną bramkę (stan na 10.07.2013r.).